# Master Motor Map
In der humanoiden Robotik wird die Master Motor Map (kurz MMM) als konzeptuelles Framework zur Wahrnehmung, Reproduktion, Visualisierung und zum Erkennen von menschlichen Bewegungen verwendet. Dabei können die Modelle für verschiedene Kinematiken konvertiert werden. Dafür bietet die Master Motor Map Schnittstellen und Datenstrukturen, um die Motorinformationen zwischen Körperinstanzen austauschen.
Alle Observationsmodule (Motion Capture) konvertieren ihre Ausgabe in das MMM-Referenzmodell, sowie dem MMM-Datenformat. Die MMM wiederum, kann jeder Roboter für seine interne Representation konvertieren.
Die Master Motor Map wird beim Design von Robotern, der Imitation von menschlichen Handlungen, bei der Bewegungswahrnehmung und zur Visualisierung von menschlichen Bewegungen eingesetzt.
Der Vorteil der Master Motor Map ist die Austauschbarkeit der Module (Perzeption, Visualisierung und Reproduktion).

## Referenzmodell des menschlichen Körpers
Die Master Motor Map beinhaltet ein Referenzmodell des menschlichen Körpers. Dieses besteht aus folgenden Modellen:
- Kinematisches Modell: Gelenke und Segment Längen
- Dynamisches Modell: Gewicht/Schwerpunkte der Segmente und Trägheitstensoren
- Statistisches/Anthropomatisches Modell: Segment Eigenschaften, die als Funktion von globalen Parametern definiert werden
- 104 Freiheitsgrade